# 大拉澤巴克島

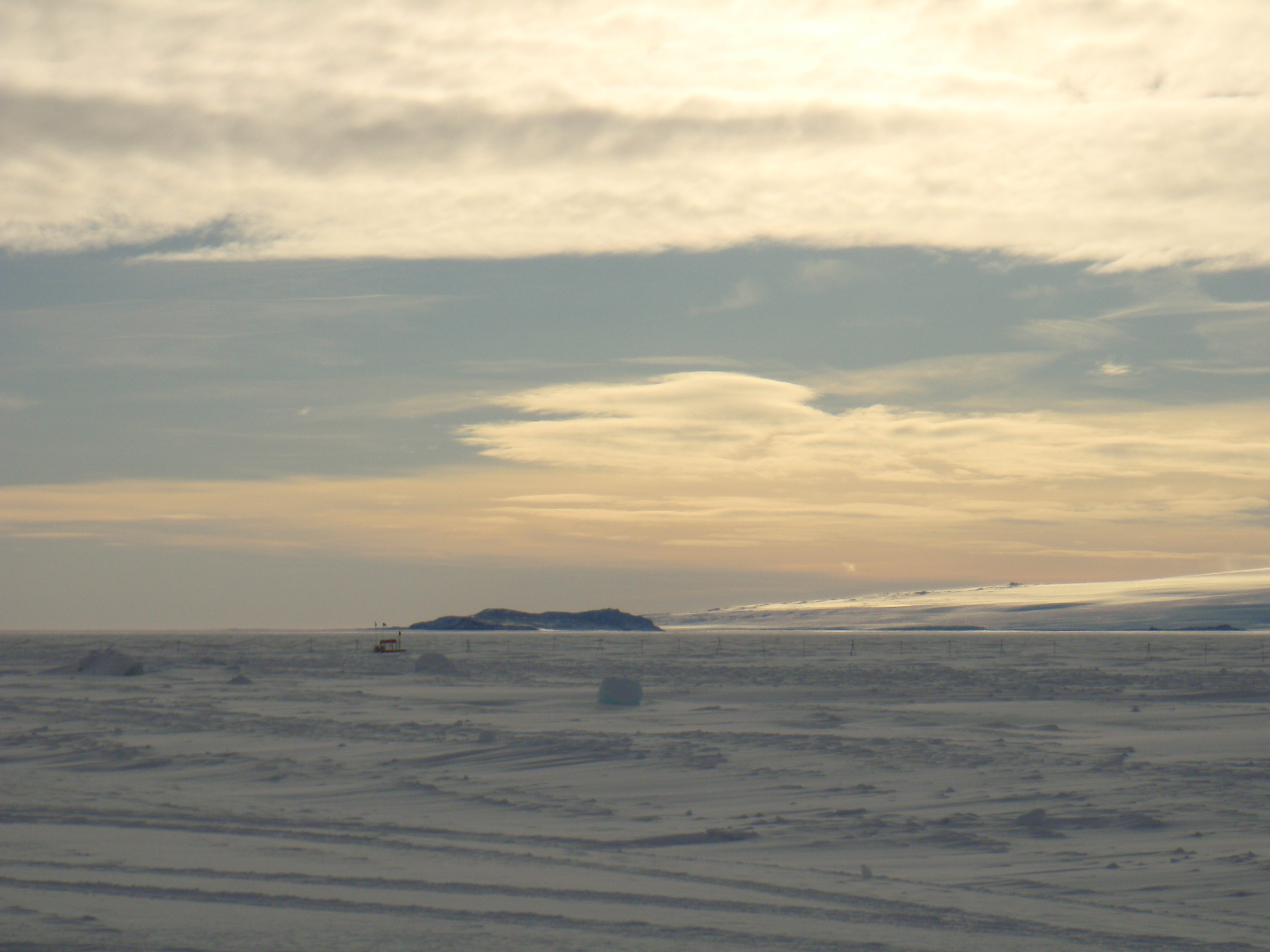

大拉澤巴克島（英語：Big Razorback Island），是南極洲的島嶼，處於羅斯島以西的伊里布斯灣，屬於德爾布里奇群島的一部分，由英國探險險發現和命名，現時由南極條約體系管理。